# Jaime Puig Viñeta
Jaime Puig Viñeta (San Pedro de Torelló, Barcelona, España, 27 de marzo de 1948 - 23 de febrero de 2022) fue un futbolista español que se desempeñaba como defensa.

## Clubes
| Club                  | País   | Año       |
| --------------------- | ------ | --------- |
| U. E. Sant Andreu     | España | 1971-1973 |
| Real Valladolid C. F. | España | 1973-1977 |